# Gulliver McGrath
Gulliver William McGrath (* 15. August 1998 in Melbourne, Victoria) ist ein  australischer Schauspieler. Bekanntheit erlangte er durch seine Rollen in Dark Shadows und in Lincoln.

## Leben
Seine Mutter Heidi Chapman ist eine Neurowissenschaftlerin und sein Vater, Craig ist Anästhesist. Er ist der ältere Bruder von Zen und Winta McGrath, die ebenfalls Schauspieler sind.
Sein Schauspieldebüt gab McGrath 2008 als Charlie in einer Episode der australischen Krimiserie Rush. Im selben Jahr spielte er neben Guy Pearce und Abi Tucker die Titelrolle im Theaterstück Poor Boy der Melbourne Theatre Company. 2012 war er als David Collins in Tim Burtons Horror-Komödie Dark Shadows zu sehen, wofür er 2013 für den Young Artist Award in der Kategorie Best Supporting Young Actor in a Feature Film nominiert wurde. In Steven Spielbergs Lincoln stellte er den Sohn von Abraham Lincoln (Daniel Day-Lewis) dar. Auf dem Sundance Film Festival 2014 wurde die Horrorkomödie The Voices vorgestellt, in der McGrath eine jüngere Version von Ryan Reynolds spielt. In dem 2016 erschienenen australischen Film Boys in the trees spielt er in der Rolle des Jonah neben Toby Wallace (als Corey) eine der Hauptrollen.

## Filmografie
- 2008: Rush (Fernsehserie, Episode 1x12)
- 2009: The Wake
- 2009: The Loved Ones
- 2010: The Long Night (Kurzfilm)
- 2011: Hugo Cabret (Hugo)
- 2012: Dark Shadows
- 2012: Lincoln
- 2014: The Voices
- 2016: Boys in the trees